# 黑芬霍芬

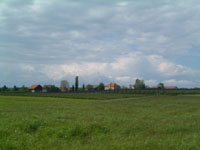

黑芬霍芬是瑞士的城鎮，位於該國東北部，由圖爾高州負責管轄，面積6.05平方公里，海拔高度451米，2012年人口1,218，四成半人口信奉羅馬天主教，人口密度每平方公里201人。